# اچ‌ام‌اس آر۱۱
اچ‌ام‌اس آر۱۱ (به انگلیسی: HMS R11) یک زیردریایی بود که طول آن ۱۶۳ فوت (۵۰ متر) بود. این زیردریایی در سال ۱۹۱۸ ساخته شد.